# BC Mazembe
Maillots
 Le BC Mazembe est un club de basket-ball congolais basé dans la ville de Lubumbashi. Fondée en 1958, l'équipe est active au niveau national et panafricain. L'équipe a participé à la FIBA Africa Basketball League  à plusieurs reprises, avec ses meilleures performances terminant quatrième en 2009 et 2010.

## Palmarès
Coupe du Congo
- Vainqueur (11) : 1993, 2007, 2008, 2009, 2010, 2011, 2013, 2014, 2017[3], 2019[4], 2020

Coupe d’Afrique des clubs champions
- Quatrième place : 2009, 2010

## En compétitions africaines
FIBA Africa Basketball League (7 matches) 
2009 - 4e place (6-3)
2010 - 4e place (3-4)
2011 - 5e place (4–4)
2012 - 5e place (1-4)
2014 - 7e place (3 à 5)
2017 - Phase de classement (2 à 5)
2018-2019 - Phase de groupes (1 à 2)

## Joueurs

### Effectif actuel
| Entraîneur : Simplice Tshibangu |                       |             |            |      |
| 4                               | Rolly Fula Nganga     | Ailier      | 02/02/1993 | 2,01 |
| 5                               | Djack Kapongo Kabuya  | Ailier      | 15/02/1993 | 1,96 |
| 7                               | Arsène Mwana Mwamba   | Meneur      | 08/04/2001 | 1,80 |
| 8                               | Placide Makitu Sangwa | Ailier      | 17/12/1990 | 2,01 |
| 9                               | Alex Ramazani N'Sasse | Meneur      | 23/07/1994 | 1,90 |
| 11                              | Pitchou Kambuy Manga  | Pivot       | 12/12/1988 | 2,08 |
| 12                              | Emmanuel Isungu       | Ailier fort | 26/01/1995 | 2,04 |
| 13                              | Freddy Kalama Luyeye  | Ailier      | 19/09/1999 | 2,00 |
| 14                              | Kami Kabange          | Ailier fort | 02/07/1984 | 2,03 |

### Joueurs notables
(juin 2020).
- Si vous ne connaissez pas le sujet, laissez ce bandeau (vous pouvez alors contacter les auteurs).
- Si vous supprimez le contenu mis en cause (vous pouvez préalablement contacter les auteurs),

argumentez précisément cette suppression dans la page de discussion
(un manque de référence n'est pas un argument ; une recherche réelle de référence doit avoir été effectuée, être formellement documentée).
Pour apparaître dans cette section, un joueur doit avoir : 
- A joué au moins trois saisons pour le club.
- Établissez un record de club ou gagnez un prix individuel au club.
- A joué au moins un match international officiel pour son équipe nationale à tout moment.
- A joué au moins un match officiel de la NBA à tout moment.

- Kami Kabange
- Gégé Kizubanata